# プロスペロー・フォンターナ

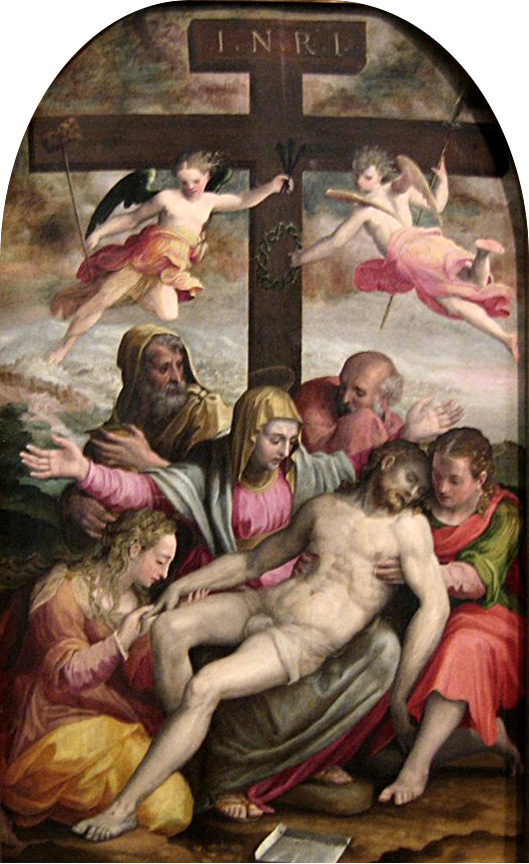
プロスペロー・フォンターナ『キリスト降架』1563年、油彩、ポプラ材（ニュー・サウス・ウェールズ州立美術館）

プロスペロー・フォンターナ（伊: Prospero Fontana, 1512年 ボローニャ - 1597年 ローマ）は、後期ルネサンスのイタリアの画家。

## 生涯
フォンターナはボローニャの生まれ。インノチェンツォ・ディ・ピエトロ・フランクッチ・ディ・イモラ（Innocenzo di Pietro Francucci da Imola）の弟子を務めた後、ジェノヴァのドリア宮でペリーノ・デル・ヴァーガのために働く。それから1550年にかけて、ミケランジェロがフォンターナを肖像画家としてローマ教皇ユリウス3世に紹介し、フォンターナは教皇宮廷で恩給を受けたと言われる。それからフィレンツェのジョルジョ・ヴァザーリの工房に加わり、1563年から1565年にかけてヴェッキオ宮殿でフレスコ画を制作した。フォンターナはボローニャ派初期の代表的画家だった。ロレンツォ・サバッティーニ（Lorenzo Sabbatini）、オラツィオ・サマチーニ（Orazio Sammachini）、バルトロメオ・パッサロッティ（Bartolomeo Passarotti）の3人はフォンターナの弟子もしくは同僚である。娘のラヴィニア・フォンターナも著名な宗教画家である。
ボローニャに戻って、フランスのフォンテーヌブローとジェノヴァで仕事をした後、フォンターナは美術学校を開校した。短い間だが、ルドヴィコ・カラッチとアゴスティーノ・カラッチを教えたこともある。ボローニャではたくさんの作品を残した。サンタ・マリア・デッレ・グラツィエ教会（Santa Maria delle Grazie）の祭壇画『東方三博士の礼拝』がフォンターナの最高傑作と考えられているが、それはパオロ・ヴェロネーゼのスタイルとはまったく違うものである。
1597年、ローマで亡くなった。

## 作品

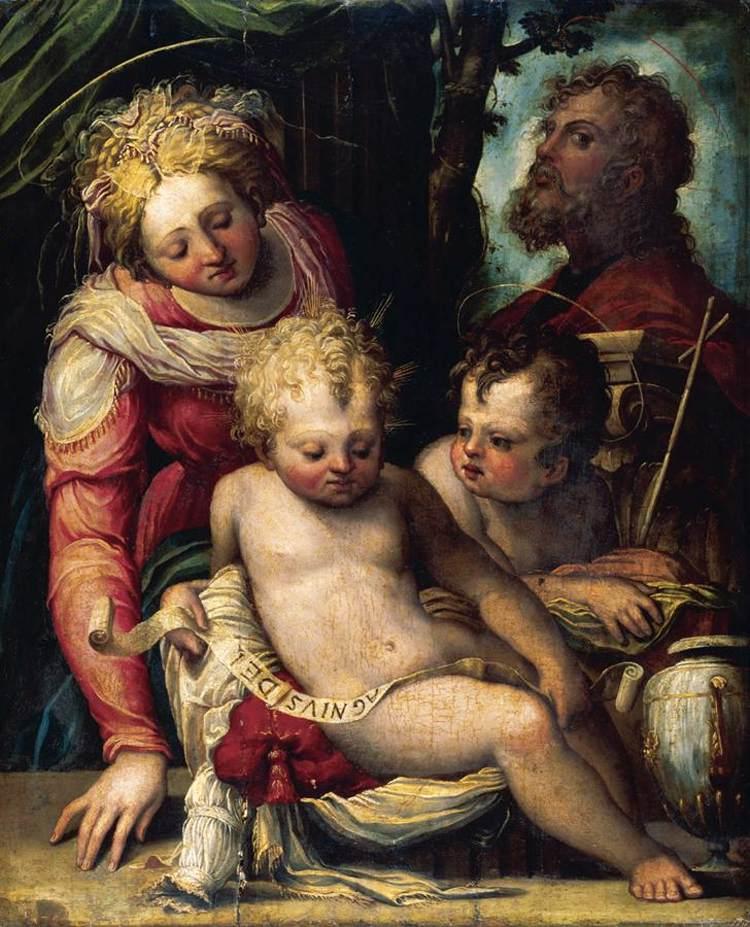
洗礼者ヨハネと聖家族
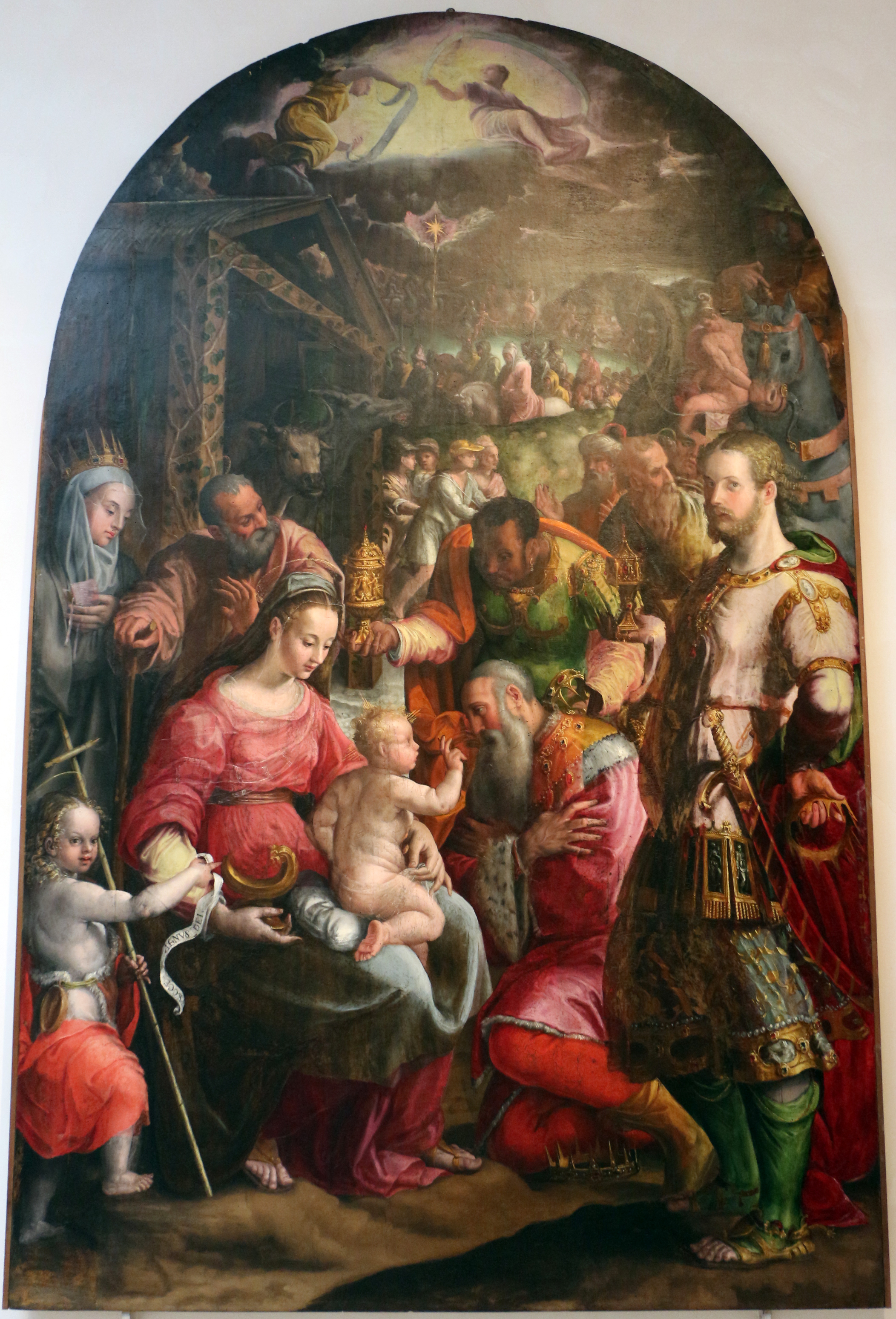
『東方三博士の礼拝』